# Gerrit Holtmann
Gerrit Holtmann (Bremen, Alemania, 25 de marzo de 1995) es un futbolista filipino. Juega de centrocampista y su equipo es el VfL Bochum de la 2. Bundesliga.

## Selección nacional
Nació en Alemania y su madre es de Filipinas, por lo que podría jugar internacionalmente por cualquiera de esos países.
El 7 de octubre de 2015 debutó con la selección de Alemania sub-20 contra Turquía.

## Estadísticas
Actualizado al último partido disputado el 10 de mayo de 2025.
| Club | Div.          | Temporada     | Liga  | Liga  | Copas nacionales(1) | Copas nacionales(1) | Copas internacionales(2) | Copas internacionales(2) | Total | Total |
| Club | Div.          | Temporada     | Part. | Goles | Part.               | Goles               | Part.                    | Goles                    | Part. | Goles |
| --- | ------------- | ------------- | ----- | ----- | ------------------- | ------------------- | ------------------------ | ------------------------ | ----- | ----- |
| Eintracht Brunswick II · Alemania                                                                           | 4.ª           | 2014-15       | 27    | 10    | —                   | —                   | —                        | —                        | 27    | 10    |
| Eintracht Brunswick · Alemania                                                                              | 2.ª           | 2014-15       | 1     | 0     | —                   | —                   | —                        | —                        | 1     | 0     |
| Eintracht Brunswick II · Alemania                                                                           | 4.ª           | 2015-16       | 2     | 1     | —                   | —                   | —                        | —                        | 2     | 1     |
| Eintracht Brunswick II · Alemania                                                                           | Total club    | Total club    | 29    | 11    | 0                   | 0                   | 0                        | 0                        | 29    | 11    |
| Eintracht Brunswick · Alemania                                                                              | 2.ª           | 2015-16       | 30    | 4     | 2                   | 2                   | —                        | —                        | 32    | 2     |
| Eintracht Brunswick · Alemania                                                                              | Total club    | Total club    | 31    | 4     | 2                   | 2                   | 0                        | 0                        | 33    | 6     |
| 1. FSV Maguncia 05 II · Alemania                                                                            | 3.ª           | 2016-17       | 6     | 0     | —                   | —                   | —                        | —                        | 6     | 0     |
| 1. FSV Maguncia 05 · Alemania                                                                               | 1.ª           | 2016-17       | 5     | 0     | 0                   | 0                   | 1                        | 0                        | 6     | 0     |
| 1. FSV Maguncia 05 II · Alemania                                                                            | 4.ª           | 2017-18       | 1     | 0     | —                   | —                   | —                        | —                        | 1     | 0     |
| 1. FSV Maguncia 05 · Alemania                                                                               | 1.ª           | 2017-18       | 17    | 2     | 1                   | 0                   | —                        | —                        | 18    | 2     |
| 1. FSV Maguncia 05 II · Alemania                                                                            | 4.ª           | 2018-19       | 2     | 0     | —                   | —                   | —                        | —                        | 2     | 0     |
| 1. FSV Maguncia 05 II · Alemania                                                                            | Total club    | Total club    | 9     | 0     | 0                   | 0                   | 0                        | 0                        | 9     | 0     |
| 1. FSV Maguncia 05 · Alemania                                                                               | 1.ª           | 2018-19       | 4     | 0     | 1                   | 0                   | —                        | —                        | 5     | 0     |
| 1. FSV Maguncia 05 · Alemania                                                                               | Total club    | Total club    | 26    | 2     | 2                   | 0                   | 1                        | 0                        | 29    | 2     |
| SC Paderborn 07 · Alemania                                                                                  | 1.ª           | 2019-20       | 24    | 1     | 2                   | 0                   | —                        | —                        | 26    | 1     |
| SC Paderborn 07 · Alemania                                                                                  | Total club    | Total club    | 24    | 1     | 2                   | 0                   | 0                        | 0                        | 26    | 1     |
| VfL Bochum · Alemania                                                                                       | 2.ª           | 2020-21       | 30    | 4     | 3                   | 1                   | —                        | —                        | 33    | 5     |
| VfL Bochum · Alemania                                                                                       | 1.ª           | 2021-22       | 29    | 5     | 4                   | 0                   | —                        | —                        | 33    | 5     |
| VfL Bochum · Alemania                                                                                       | 1.ª           | 2022-23       | 23    | 1     | 3                   | 0                   | —                        | —                        | 26    | 1     |
| Antalyaspor Turquía                                                                                         | 1.ª           | 2023-24       | 7     | 0     | 1                   | 1                   | —                        | —                        | 8     | 1     |
| Antalyaspor Turquía                                                                                         | Total club    | Total club    | 7     | 0     | 1                   | 1                   | 0                        | 0                        | 8     | 1     |
| SV Darmstadt 98 · Alemania                                                                                  | 1.ª           | 2023-24       | 10    | 0     | —                   | —                   | —                        | —                        | 10    | 0     |
| SV Darmstadt 98 · Alemania                                                                                  | Total club    | Total club    | 10    | 0     | 0                   | 0                   | 0                        | 0                        | 10    | 0     |
| VfL Bochum · Alemania                                                                                       | 1.ª           | 2024-25       | 23    | 2     | 0                   | 0                   | —                        | —                        | 23    | 2     |
| VfL Bochum · Alemania                                                                                       | Total club    | Total club    | 105   | 12    | 10                  | 1                   | 0                        | 0                        | 115   | 13    |
| Total carrera                                                                                               | Total carrera | Total carrera | 241   | 30    | 17                  | 4                   | 1                        | 0                        | 259   | 34    |
| (1) Incluye datos de la Copa de Alemania y Copa de Turquía. (2) Incluye datos de la Liga Europa de la UEFA. |               |               |       |       |                     |                     |                          |                          |       |       |